# Sergio Matabuena Delgado
Sergio Matabuena Delgado (nascut el 12 de febrer de 1979 a Santander) és un exfutbolista professional càntabre que jugava com a migcampista.